# Bibliothèque de l'Institut national d'histoire de l'art
Pour les articles homonymes, voir Bibliothèque d'art et d'archéologie.
La bibliothèque de l'Institut national d'histoire de l'art (INHA) est une bibliothèque de recherche spécialisée en histoire de l'art et archéologie, située à Paris, au sein du quadrilatère Richelieu, à proximité des départements spécialisés de la Bibliothèque nationale de France. Conservant environ 1 700 000 documents, elle est l'héritière de la Bibliothèque d'art et d'archéologie créée vers 1905 par le couturier, mécène et collectionneur Jacques Doucet, et de la Bibliothèque centrale des musées nationaux, créée à la fin du XVIIIe siècle et précédemment localisée dans l'aile sud de la cour carrée du Musée du Louvre.

## Histoire

### La bibliothèque de Jacques Doucet
Vers la fin du XIXe siècle, le couturier, mécène et collectionneur Jacques Doucet, constatant l'état de pénurie où se trouvait la recherche française en histoire de l'art décide de constituer une bibliothèque de référence. Celle-ci voit le jour vers 1905.
Secondé par René-Jean et Albert Vuaflart, Jacques Doucet réunit, avec l'aide de spécialistes, tels qu'Édouard Chavannes, Émile Espérandieu, Fernand Mazerolle, Paul Perdrizet, Henri Saladin, Noël Clément-Janin, etc., une collection importante, ouverte au public, et installée dans plusieurs appartements mitoyens de la rue Spontini, à proximité de son hôtel particulier.
Le 15 décembre 1917, Jacques Doucet fait don de sa bibliothèque à l'université de Paris. Il se consacre alors à la création d'une nouvelle bibliothèque consacrée à la création littéraire contemporaine, l'actuelle Bibliothèque littéraire Jacques Doucet.

### La Bibliothèque d'art et d'archéologie de l'université de Paris
Devenue bibliothèque universitaire, la Bibliothèque d'art et d'archéologie (BAA) - Fondation Jacques-Doucet est d'abord installée rue Berryer, au sein de l'hôtel Salomon de Rothschild. En 1936, elle emménage rue Michelet, dans le bâtiment de l'Institut d'art et d'archéologie, construit sur les plans de l'architecte Paul Bigot grâce à un mécénat de la marquise Arconati-Visconti. Dans les années 1970, elle est érigée en bibliothèque interuniversitaire et rattachée aux universités de Paris IV et Paris I. 
En 1992-1993, à l'étroit dans ses locaux, elle est transférée dans une partie des bâtiments historiques de la Bibliothèque nationale, rue de Richelieu. 
La SABAA, Société des amis de la Bibliothèque d'art et d'archéologie, est fondée en 1925 par Jacques Doucet lui-même afin de soutenir l'établissement. Cette société existe toujours. 

### La bibliothèque de l'Institut national d'histoire de l'art

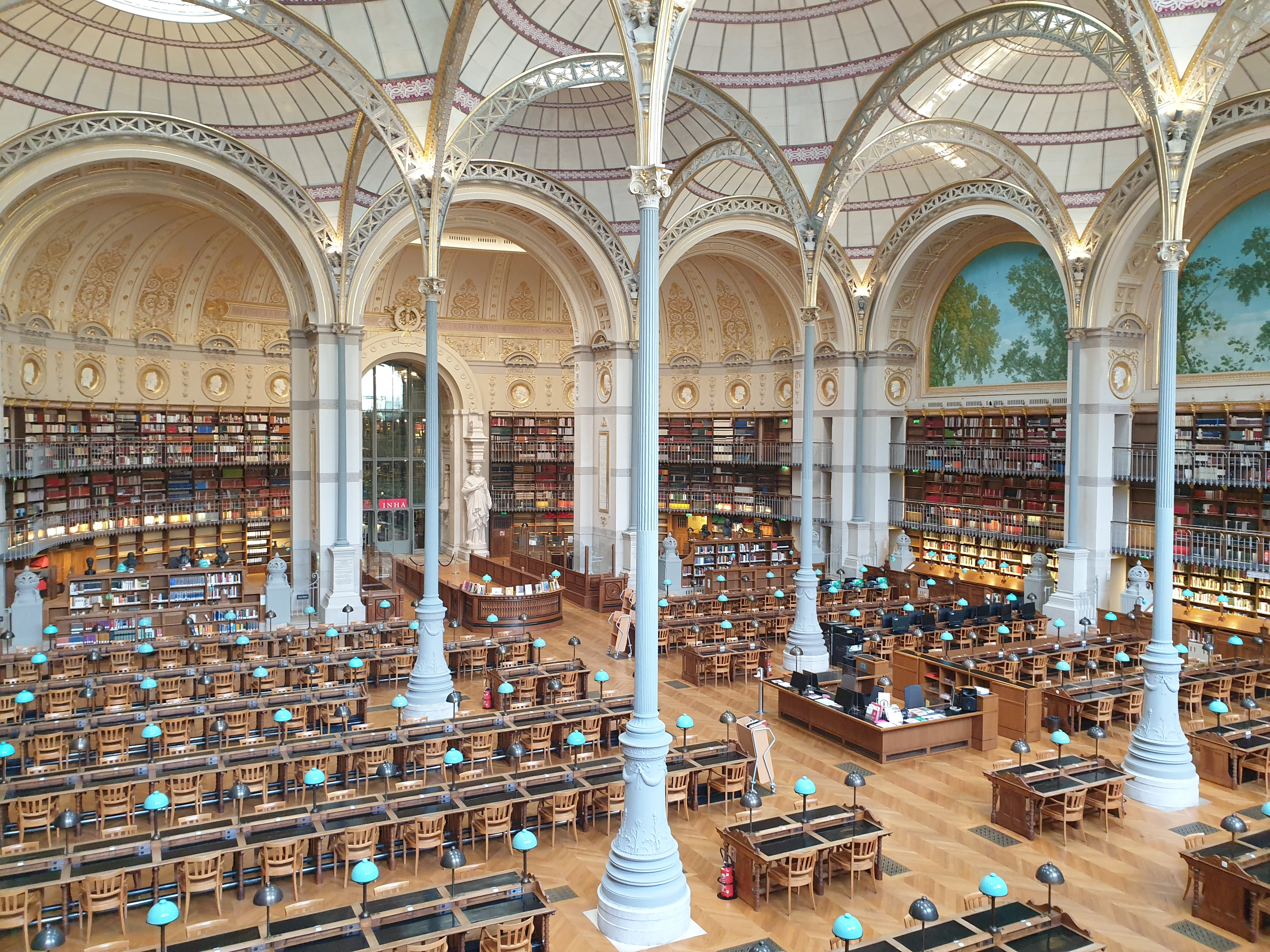
Salle Labrouste, salle de lecture de la bibliothèque de l'INHA depuis décembre 2016

D'abord installée dans la « salle Ovale » du quadrilatère Richelieu, la bibliothèque est rattachée en 2003 à l'Institut national d'histoire de l'art nouvellement créé. Elle prend alors le nom de « Bibliothèque de l'INHA – collections Jacques-Doucet ». Augmentée en janvier 2016 des agents et collections de l'ancienne Bibliothèque centrale des musées nationaux, autrefois située au sein du palais du Louvre, elle constitue le cœur de la nouvelle bibliothèque de recherche en histoire de l'art et archéologie qui ouvre ses portes dans la salle Labrouste rénovée le 15 décembre 2016. 
Elle offre actuellement à ses lecteurs 435 places de lecture et 180 000 documents en libre accès, répartis dans la salle de lecture et sur trois niveaux du magasin central situé dans son prolongement. Cette salle et le magasin attenant ont conçu par l'architecte Henri Labrouste, originellement pour abriter les collections de livres imprimés de la Bibliothèque impériale.

## Collections et services

### Collections patrimoniales
Les collections patrimoniales de la bibliothèque de l'INHA proposent un ensemble de sources pour la recherche en histoire de l'art et archéologie. Ces collections se composent de :
- manuscrits et autographes d'artistes, historiens de l'art, critiques ; collection de copies manuscrites de sources anciennes ;
- fonds d'archives privées d'historiens de l'art, archéologues, critiques, galeristes, collectionneurs ;
- photographies : photothèque documentaire, albums d'amateurs et d'archéologues ;
- estampes anciennes et estampes modernes, du XVe siècle à nos jours ; parmi lesquelles des œuvres de Goya, Manet, Degas, Toulouse-Lautrec, Mary Cassatt
- dessins d'architecture, d'ornements, de fêtes, de costumes de théâtre ;
- livres anciens rares et précieux, souvent illustrés : architecture, arts décoratifs, fêtes, histoire des techniques artistiques ; catalogues de vente d'œuvres d'art anciens ;
- cartons d'invitation aux expositions, collectés depuis la fin du XIXe siècle (plus de 160 000 pièces).

Parmi ces collections figurent par exemple plusieurs documents autographes d'Eugène Delacroix (journal, cahiers d'écolier, correspondances), le Cahier pour Aline de Paul Gauguin. 
De très nombreux documents, numérisés, sont librement accessibles sur la bibliothèque numérique Cariatide.

### Liens
- (fr) Le site officiel de l’INHA
- (fr) Cariatide, la bibliothèque numérique en histoire de l’art